# Дьюла (город)

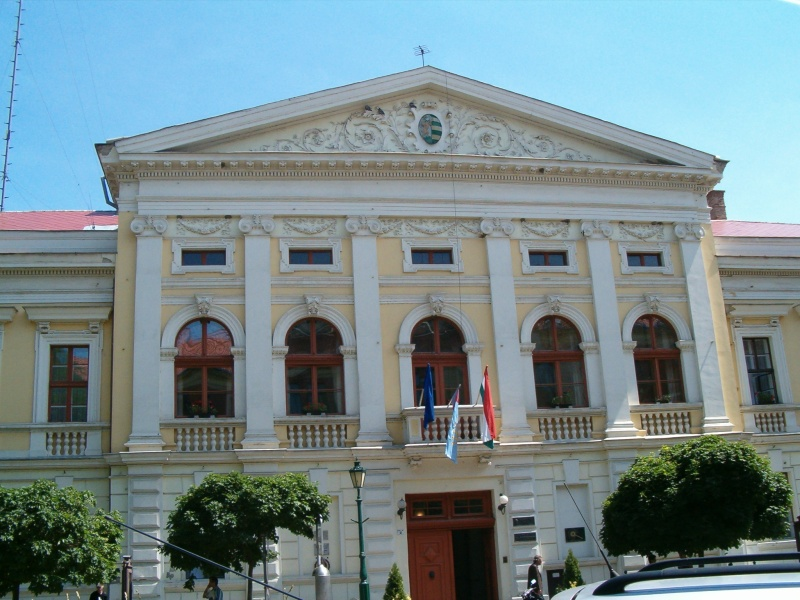
Ратуша

Дью́ла (венг. Gyula, рум. Giula, Jula, нем. Julau, серб. Ðula) — город на юго-востоке Венгрии, второй по величине город медье Бекеш после столицы — Бекешчабы.
Город занимает площадь 255,80 км², на которой проживает 32 239 жителей.

## География и транспорт

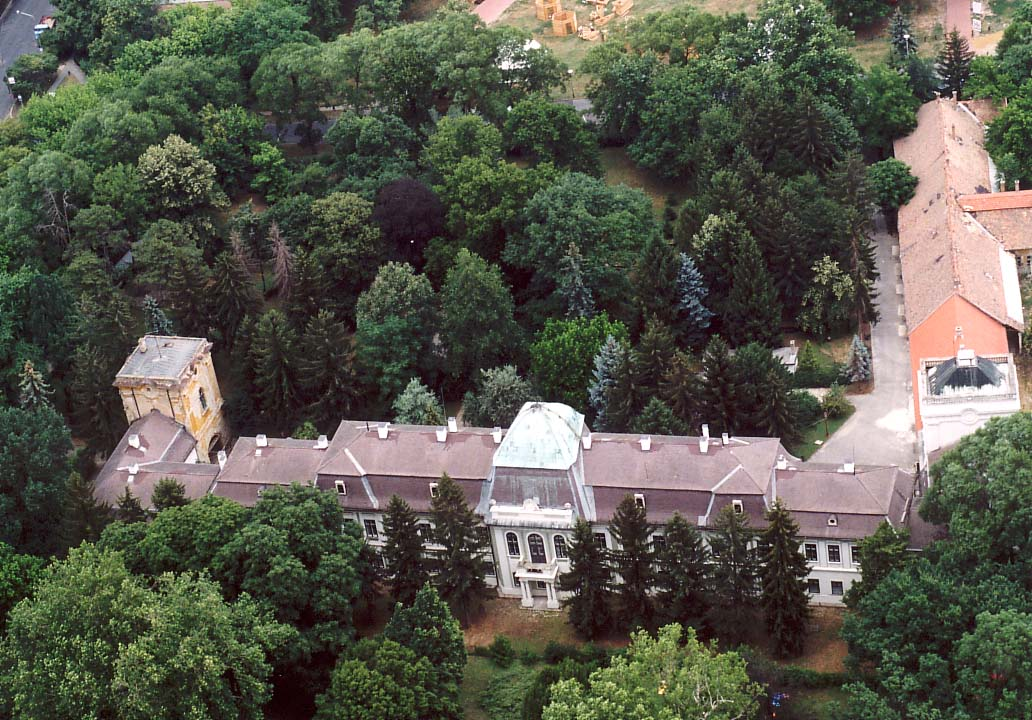
Замок Алмаши

Город расположен в 200 километрах к юго-востоку от Будапешта и в 15 километрах к юго-востоку от Бекешчабы. В 5 километрах к востоку от города проходит граница с Румынией. Ближайший к Дьюле румынский город — Арад (50 километров). Через город протекает река Фехер-Кёрёш (Белый Кёрёш), которая несколькими километрами ниже Дьюлы впадает в Кёрёш.
Автодороги ведут от Дьюлы в сторону Бекешчабы и границы с Румынией. Железнодорожная ветка соединяет Дьюлу с Бекешчабой. Время пути на поезде до Будапешта — 3—4 часа.

## История
Первое упоминание о поселении датируется 1313 годом, когда был основан монастырь, называвшийся по латыни Julamonustr. В 1332 году поселение, формировавшееся вокруг монастыря, получило имя Дьюла. Существуют две версии происхождения названия: одна возводит название города к личному имени Дьюла (возможно, принадлежавшему основателю монастыря и поселения), другая — к названию одного из венгерских племён.
С XV века Дьюла стала центром комитата Бекеш.
В 1810 году в Дьюле родился знаменитый венгерский композитор Ференц Эркель, автор государственного гимна страны.
В середине XX века после начала использования термальных вод Южного Альфёльда в лечебных целях Дьюла стала городом-курортом. В 1959 году здесь была открыта первая купальня, в 1969 году получила статус лечебницы знаменитая Замковая купальня. В 1985 году Дьюле был присвоен статус курорта-санатория Министерством здравоохранения Венгрии.
Подавляющее большинство населения города составляют венгры, наиболее значительное национальное меньшинство — румыны. По данным переписи 2001 года 94,2 % населения Дьюлы — венгры, 2,3 % — румыны, 1,6 % — немцы, 0,4 % — цыгане и 0,3 % — словаки. Несмотря на небольшой процент современного румынского населения, Дьюла исторически была центром румынской диаспоры в Венгрии. Здесь располагаются несколько румынских общественных и национально-культурных организаций, а также резиденция епископа Венгрии Румынской православной церкви.

## Население
| Год  | Численность | Численность |
| ---- | ----------- | ----------- |
| 2013 | 31 199      | [ 4 ]       |
| 2014 | 30 865      | [ 5 ]       |
| 2019 | 29 308      | [ 6 ]       |
| 2021 | 28 602      | [ 7 ]       |
| 2022 | 27 933      | [ 8 ]       |
| 2023 | 28 090      | [ 9 ]       |
| 2024 | 27 834      | [ 3 ]       |

## Достопримечательности
- Крепость — прекрасно сохранившаяся средневековая крепость.
- Замок Алмаши — замок семьи графов Алмаши. Окружен большим парком, в котором расположена «Замковая купальня», вода в которую подаётся из термальных источников.
- Румынский православный собор. Построен в 1867 году.
- Городская ратуша.

## Города-побратимы
- Арад, Румыния
- Бельцы, Молдова
- Будрио, Италия
- Дитцинген, Германия
- Дройтуич[вд], Великобритания
- Залэу, Румыния
- Крумпендорф-ам-Вёртер-Зе, Австрия
- Меркуря-Чук, Румыния
- Шенкенфельден, Австрия

- Кузнецк, Россия